# Ricardo Blázquez Pérez
Ricardo Blázquez Pérez (13. travnja 1942.) španjolski je prelat Katoličke Crkve . Bio je nadbiskup Valladolida od 2010. do 2022. godine. Bio je biskup od 1988., a kardinalom je proglašen 2015 godine.